# Paweł Kacprowski
Paweł Kacprowski (ur. 17 lutego 1973 w Giżycku) – polski żeglarz sportowy, olimpijczyk z Sydney 2000.

## Życiorys
Zawodnik AZS-AWFiS Gdańsk. Wicemistrz Europy Juniorów Młodszych z Czechosłowacji (1988), zdobywca Pucharu Polski (1988) oraz brązowy medalista Ogólnopolskich Igrzysk Młodzieży w klasie Cadet. Mistrz Europy juniorów (1990) w klasie DN. Wicemistrz Europy z Helsinek (1998) roku oraz Mistrz Polski w latach 1998-2002 oraz w klasie 49er. Na Igrzyskach Olimpijskich w Sydney (2000) roku zajął 12. miejsce (w parze z Pawłem Kuźmickim). GŁÓWNE TROFEUM FAIR PLAY przyznane przez PKOL za rok 2001.
Obecnie jest trenerem Kadry Narodowej w żeglarskiej klasie 49er.